# 沈黙の陰謀
『沈黙の陰謀』（ちんもくのいんぼう、英: The Patriot）は、1998年製作のアメリカ映画。スティーヴン・セガールが主演する"沈黙シリーズ"の一作品である。

## あらすじ
元免疫学者でCIAの秘密研究所に勤めていた医師ウェズリー・マクラーレンは娘のホリーと二人暮らしで平和な毎日を過ごしていた。
ある日、町を突然新型ウイルスの猛威が襲う。これは過激派のリーダー、フロイドの仕業であり、政府によって地区一帯が封鎖された。ホリーをはじめウイルスに免疫がある者も一部にいたが、ウイルスは突然変異し、用意していたワクチンが効かない深刻な事態にまで陥る。
フロイドはワクチンを開発するためにホリーを誘拐。ウェズリーはホリーを救うために、親友のフランクと仕事仲間であった医学生アンと共に救出へ向かう。

## キャスト
| 役名                     | 俳優                           | 日本語吹替                                                                | 日本語吹替                                                              |
| 役名                     | 俳優                           | ソフト版                                                                  | 日本テレビ版                                                            |
| ------------------------ | ------------------------------ | ------------------------------------------------------------------------- | ----------------------------------------------------------------------- |
| ウェズリー・マクラーレン | スティーブン・セガール         | 大塚明夫                                                                  | 大塚明夫                                                                |
| アン                     | ホイットニー・イエロー・ローブ | 魏涼子                                                                    | 田中敦子                                                                |
| フランク                 | L・Q・ジョーンズ               | 藤本譲                                                                    | 大塚周夫                                                                |
| ホリー                   | カミーラ・ベル                 | 増田ゆき                                                                  | 山田千晴                                                                |
| フロイド                 | ゲイラード・サーテイン         | 三木敏彦                                                                  | 内海賢二                                                                |
| ポーグ                   | サイラス・ウィアー・ミッチェル | 青山穣                                                                    | 牧村泉三郎                                                              |
| リチャード・バック       | ダン・ビーン                   | 水野龍司                                                                  | 小川隆市                                                                |
| ジョンソン中尉           | デイモン・コラゾ               | 伊藤和晃                                                                  | 村治学                                                                  |
| モリー                   | モリー・マクルーア             | 大橋世津                                                                  | 定岡小百合                                                              |
| トム・ハーゴット医師     | バーナード・オコナー           |                                                                           | 田原アルノ                                                              |
| トンプキンズ判事         | ダグラス・セバーン             |                                                                           | 藤田宗久                                                                |
| クレム                   | ロス・ローニー                 |                                                                           | 北村弘一                                                                |
| おじいちゃん             | レナード・マウンテン・チーフ   |                                                                           | 松井範雄                                                                |
| 若き民兵                 | フィリップ・ウィンチェスター   |                                                                           | はらさわ晃綺                                                            |
| ビッグ・ボブ             | ブラッド・リーランド           |                                                                           |                                                                         |
| ハーヴェイ大佐           | ロバート・ハーヴェイ           |                                                                           |                                                                         |
| その他                   |                                | 堀部隆一 石田圭祐 石井隆夫 遠藤純一 小形満 柳沢栄治 すずき紀子 浅野まゆみ | 小暮英麻 矢嶋俊作 伊藤栄次 向井修 西前忠久 河相智哉 佐藤麻子 岩居由希子 |
| 演出                     |                                | 蕨南勝之                                                                  | 壺井正                                                                  |
| 翻訳                     |                                | 伊原奈津子                                                                | 松原佳子                                                                |
| 調整                     |                                | 蝦名恭範                                                                  | 飯塚秀保                                                                |
| 担当                     |                                | 別府憲治                                                                  |                                                                         |
| 効果                     |                                |                                                                           | リレーション                                                            |
| 制作                     |                                | ケイエスエス                                                              | グロービジョン                                                          |
| 初回放送                 |                                |                                                                           | 2002年5月10日 『金曜ロードショー』                                      |

## トリビア
- セガールの実の娘で女優の藤谷文子が、ウェズリーのアシスタント役で出演している（映画のエンド・クレジットでは“Ayako Seagal”となっている）。